# Guido Breña
Guido Breña López, O.P. (* Puquio, 9 de julio de 1931 - † Miami, 9 de julio de 2013) fue un religioso dominico y obispo emérito de Ica.

## Biografía
Guido Breña López nació el 9 de julio de 1931 en la ciudad de Puquio, Ayacucho. Inició su vida religiosa en el noviciado dominico.

## Sacerdocio
Se ordena sacerdote de la Iglesia Católica  el 11 de diciembre de 1954. 

## Obispado
Fue nombrado obispo el 5 de octubre de 1973, y el 25 de noviembre de 1973, recibe la consagración episcopal como Obispo de Ica de manos del entonces cardenal Juan Landázuri Ricketts.
Ejerció este obispado hasta el 31 de octubre del 2007, año en que se retiró luego de cumplir 75 años no sin antes pasar por la pena de vivir el terremoto del 2007. Fue nombrado Obispo Emérito.
Falleció de un infarto cardiaco el 9 de julio del 2013, en la ciudad de Miami. Traslados a Lima, el 21 de julio de 2013, sus restos cremados fueron velados en el Salón Capitular del Convento de Santo Domingo, celebrándose sus exequias el día lunes 22 de julio de 2013, sus cenizas fueron enterradas en la Basílica del convento.

## Premios y reconocimientos
El 3 de diciembre de 2007, el presidente del Gobierno Regional de Ica Rómulo Triveño le impuso la condecoración “Abraham Valdelomar”, en el grado de Gran Caballero.
En el marco de la 91.ª Asamblea Plenaria, el 24 de enero de 2008, los obispos del Perú le otorgaron la Medalla de Santo Toribio de Mogrovejo, por su generoso servicio a la Iglesia en el Perú durante 34 años de labor episcopal.
| Predecesor: Alberto Dettmann | Obispo de Ica 1973 - 2007 | Sucesor: Héctor Vera Colona |